# Усть-Липянка
Усть-Липянка (укр. Усть-Лип'янка) — село в Коноваловском сельском совете Машевского района, Полтавская область, Украина.
Код КОАТУУ — 5323081902. Население по переписи 2001 года составляло 107 человек.

## Географическое положение
Село Усть-Липянка находится на правом берегу реки Орель, в месте впадения в неё реки Липянка,
выше по течению на расстоянии в 2 км расположено село Рясское,
на противоположном берегу реки Липянка — село Коноваловка.
Реки в этом месте извилистые, образуют лиманы, старицы и заболоченные озёра.

## История
- 1750 — дата основания.

## Интересные факты
- Местные жители называют своё село Кардашивка. Название Усть-Липянка в обиходной речи почти не используется.